# Großsteingräber bei Viöl
Die Großsteingräber bei Viöl waren vermutlich drei megalithische Grabanlagen der jungsteinzeitlichen Trichterbecherkultur in Viöl im Kreis Nordfriesland, Schleswig-Holstein. Die bereits weitgehend zerstörten Gräber wurden um 1950 beim Bau eines Sportplatzes abgetragen und dabei baubegleitend durch Hermann Hinz (1916–2000) untersucht. Sie tragen die Fundplatznummern Viöl 26–28.

## Lage
Die Gräber lagen an der Stelle des heutigen Sportplatzes neben der Schule von Viöl.

## Beschreibung

### Grab 1
Das Grab war bei Hinz’ Untersuchung bereits weitgehend zerstört. Die Hügelschüttung war vollständig abgetragen und alle Wand- und Decksteine entfernt. Hinz konnte noch die Standspuren der Wandsteine sowie geringe Reste des Kammerpflasters ausmachen. Das Pflaster bestand aus einer unteren Schicht aus Steinplatten sowie einer darüber liegenden Schicht aus gebranntem Feuerstein. Die Grabkammer hatte eine Länge von etwa 1 m und war 0,5 m in den Boden eingetieft. Nach Jutta Roß handelte es sich um einen erweiterten Dolmen. Hinz konnte die Reste mehrerer Keramikgefäße bergen, darunter zwei verzierte Schalen, ein Schultergefäß und mehrere Trichterbecher.

### Grab 2
Grab 2 besaß zum Zeitpunkt der Untersuchung noch eine flache runde Hügelschüttung mit einem Durchmesser von 8 m. Diese war von einem Kreis aus etwa kopfgroßen Feldsteinen begrenzt, der im Westteil noch gut erhalten, im Ostteil hingegen weitgehend abgepflügt war. An der Westseite des Steinkreises lag ein verschleppter Findling. Die zentrale Grabkammer war bereits stark gestört. Ein Findling, wahrscheinlich ein Wandstein, war nach innen umgekippt, die restlichen Wand- und Decksteine fehlten. Hinz konnte noch zahlreiche Rollsteine ausmachen, die ursprünglich die Kammer ummantelt hatten. Auch das Kammerpflaster bestand hauptsächlich aus solchen Steinen, gebrannter Feuerstein kam nur in geringen Mengen vor. Die Kammer hatte eine Länge von etwa 2 m und eine Breite von 1,5 m. Sie war etwa 1 m in den Boden eingetieft. Nach Jutta Roß handelte es sich ebenfalls um einen erweiterten Dolmen. An der Seite der Kammer lagen die Reste eines verzierten Trichterbechers.
Südwestlich der Grabkammer konnte Hinz eine Steinpackung feststellen, die nach Aussage der aufgefundenen Keramikscherben eine Nachbestattung der jüngeren Bronzezeit enthielt.

### Grab 3
Die Existenz eines dritten Großsteingrabes wurde von Hinz nur aufgrund einer größeren Ansammlung von gebranntem Feuerstein in einer Vertiefung angenommen. Größere Steine waren nicht mehr vorhanden. Form und Größe der Anlage ließen sich nicht mehr bestimmen.